# 節藁仲貫
節藁 仲貫（ふしわら の なかぬき）は、江戸時代中期の狂歌師・戯作者。高松藩士。名は節原中貫とも書く。

## 経歴
本名は吉田十五郎。狂歌連としては四方側で、小石川小川町の高松藩江戸藩邸詰めの藩士らを中心とする赤松連に属した。『万載狂歌集』に1首、『徳和歌後万載集』に3首入集している。
天明4年（1784年）蔦屋重三郎より発刊された歳旦狂歌集仕立ての黄表紙『早来恵方道（さあござれ えほうみち）』3冊（画・北尾政美）で序文を担当、跋文を担当した同僚の馬屋厩輔とともにその編者を務めた。本作は仲貫と厩輔の他、久寿根兼満、小川町住、星屋光次、沢辺帆足ら高松藩士を中心に選ばれており、仲貫も「万歳は 三十一文字の はしら立 誰が袖むすひ とく和歌の道」と狂歌読みとして知られた花魁・誰袖を題材とした狂歌を寄せている。